# Megastethodon cuneifer
Megastethodon cuneifer är en insektsart som beskrevs av Jacobi 1921. Megastethodon cuneifer ingår i släktet Megastethodon och familjen spottstritar. Inga underarter finns listade i Catalogue of Life.